# Chersodromia bureschi
Chersodromia bureschi är en tvåvingeart som beskrevs av Beschovski 1973. Chersodromia bureschi ingår i släktet Chersodromia och familjen puckeldansflugor. Inga underarter finns listade i Catalogue of Life.